# Narcisse Ekanga
Narcisse Ekanga Amia (Douala, 30 luglio 1987) è un ex calciatore camerunese naturalizzato equatoguineano, di ruolo centrocampista.